# Émile Jonassaint
 (février 2011).
Si vous disposez d'ouvrages ou d'articles de référence ou si vous connaissez des sites web de qualité traitant du thème abordé ici, merci de compléter l'article en donnant les références utiles à sa vérifiabilité et en les liant à la section « Notes et références ».
Émile Jonassaint, né le 20 mai 1913 à Port-de-Paix et mort le 24 octobre 1995 à Port-au-Prince, est un juge et homme politique haïtien qui fut président de la République à titre provisoire.

## Biographie
Émile Jonassaint fut président de l'Assemblée constituante lors de l'élaboration de la Constitution de 1987.
Bien que non reconnu internationalement, il fut président de la République à titre provisoire pendant cinq mois, du 12 mai 1994 au 12 octobre 1994. 
Tout au long de l'année 1994, le gouvernement américain fait pression sur les dirigeants militaires haïtiens afin qu'ils démissionnent et de permettre au président élu, Jean-Bertrand Aristide, de retour dans le pays et restaurer l'ordre constitutionnel. Le 31 juillet 1994, le Conseil de sécurité des Nations unies a appelé tous les moyens nécessaires à prendre pour le retour du président élu Jean-Bertrand Aristide au pouvoir - (Résolution 917). Environ une centaine d'observateurs de l'ONU se sont rendus à la frontière entre la République dominicaine et Haïti à la mi-août pour arrêter la contrebande de pétrole, qui soutenait les dirigeants militaires haïtiens.
En réponse, Émile Jonassaint a déclaré l'état de siège et a accusé le monde d'avoir « déclaré la guerre aux pauvres d'Haïti, qui a nui à personne ». Tout au long du mois d'août, l'armée et ses alliés paramilitaires, le « Front pour l'avancement et le progrès d'Haïti », ont continué à assassiner des partisans d'Aristide, tout en organisant des défilés de «volontaires» pour lutter contre une invasion.
Le 18 septembre 1994, le président Bill Clinton a envoyé l'ancien président Jimmy Carter, le général Colin Powell et le sénateur Sam Nunn pour négocier le retour du président Jean-Bertrand Aristide avec Émile Jonassaint qui était chef du gouvernement provisoire d'Haïti. Émile Jonassaint a signé l'Accord de Port-au-Prince qui définit la fin de ses fonctions de chef du gouvernement provisoire d'Haïti après le retour du président élu Aristide. 
Le 24 octobre 1995, Jonassaint meurt à l'âge de 82 ans.